# ألفرد ك. وليامز
ألفرد ك. وليامز (بالإنجليزية: Alfred C. Williams) هو محامي وسياسي أمريكي، ولد في 8 يوليو 1951 بنيو أورلينز في الولايات المتحدة، وتوفي في 4 أغسطس 2015 في نفس البلد. حزبياً، نشط في الحزب الديمقراطي. وقد انتخب عضو مجلس نواب لويزيانا.